# Leucania irregularis
Leucania irregularis är en fjärilsart som beskrevs av Walker 1857. Leucania irregularis ingår i släktet Leucania och familjen nattflyn. Inga underarter finns listade i Catalogue of Life.